# August Hitzfeld
August Hitzfeld (* 23. Oktober 1890 in Hamburg; † 4. März 1970 in Bremen) war ein Bremer Politiker (CDU) und Mitglied der Bremischen Bürgerschaft.  

## Biografie
Hitzfeld war als Schlachtermeister in Bremen tätig.
Er war Mitglied der CDU.
Vom November 1946 bis 1947 war er Mitglied der ersten gewählten Bremischen Bürgerschaft und in Deputationen der Bürgerschaft tätig. Zuvor war er ab April 1946 Mitglied in der Ernannten Bremischen Bürgerschaft. 